# 1886年塔拉威拉火山爆發

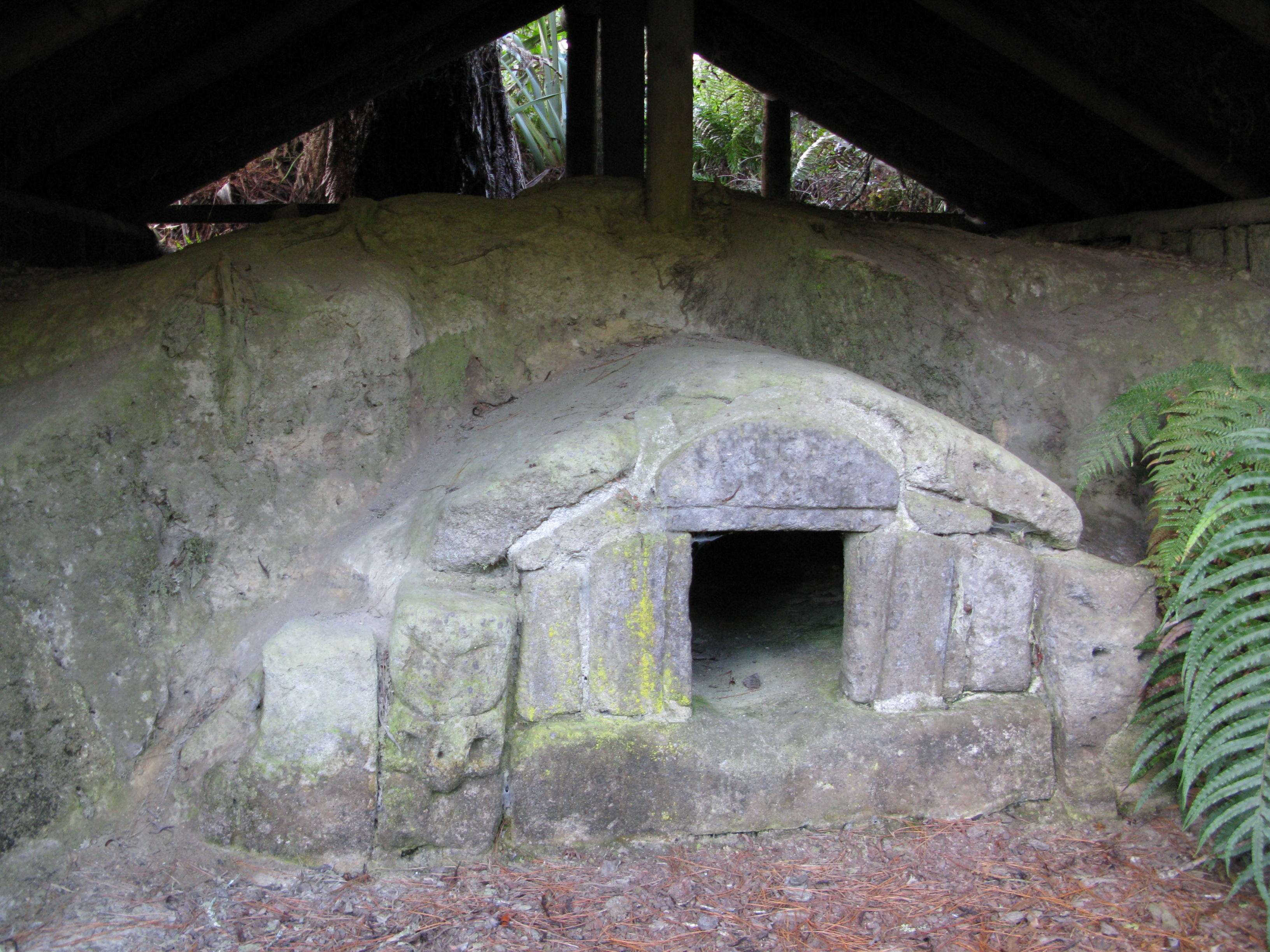
Te Wairoa（被掩埋的村落）

1886年塔拉威拉火山爆發，是塔拉威拉火山地質歷史上首個被人類歷史記載的火山噴發事件，也是歐洲人到達新西蘭以後首個致命的火山噴發事件。1886年6月10日凌晨，位于紐西蘭北島的塔拉威拉火山毫無徵兆地噴發，火山爆發指數高達VEI 5，并造成慘重損失以及150人喪命，大部分是當地的毛利人，火山周遭的村落及定居點幾乎被破壞殆盡。

## 火山概況
塔拉韋拉火山是一座活火山，位于新西蘭北島羅托路亞東南方向24公里，由一系列高大的流紋岩火山穹丘、裂縫噴發口所組成，在這之中最高的火山穹丘是Ruawahia山，海拔1111公尺，這群火山穹丘周邊是一連串的湖泊環繞。史前時期的噴發歷史目前尚未明瞭，最早有歷史記載的是12世紀的火山噴發。

## 噴發經過
1886年6月10日，一個剛剛過了午夜的星期二，新西蘭北島的羅托路亞便陸續發生了超過30次越演越烈的強地震，并且有人在塔拉威拉火山的方位觀測到異常的片狀閃電閃光。
大約當地時間深夜兩點時，再一次發生强烈地震，并傳出一陣陣大爆炸的聲響。
深夜 2:30 時，塔拉威拉火山的三座山頂突然爆發噴出大量的熔岩（包括玄武岩熔岩）、火山碎屑，烟塵和火山灰直衝10公里的高空，首先噴出的火山烟柱在閃電和熔岩火光的照耀下，即使在夜空中也能清晰可見。
深夜 3:30 時，火山開始了最大的也是最致命的一波噴發，罗托玛哈那噴發口湧出了夾雜著高溫火山灰、火山渣的火山碎屑流，摧毀了噴發口附近方圓6公里内的村落，在該噴發口不遠的粉紅與白矽土台階地，在是次噴發中被認爲被火山碎屑流摧毀了。
即時在新西蘭南島及北島周邊地區，靠近北島的城鎮上的人也能親身感受到火山爆發的威力：遠在布倫亨也能清楚聽到火山爆發時的巨響；火山噴出的烟柱和火山灰雲遠至離塔拉韋拉火山800多公里的基督城都能觀測到。在奧克蘭，火山爆發時的巨響以及閃光，加上當時的歷史背景（見新西蘭海岸防禦工事#1885年俄國威懾），令當地人誤以爲俄國海軍正在進攻新西蘭。地震以及閃電也在伴隨著火山的爆發過程中。

## 後續影響
這次火山爆發，使得當地的地貌發生了巨變。

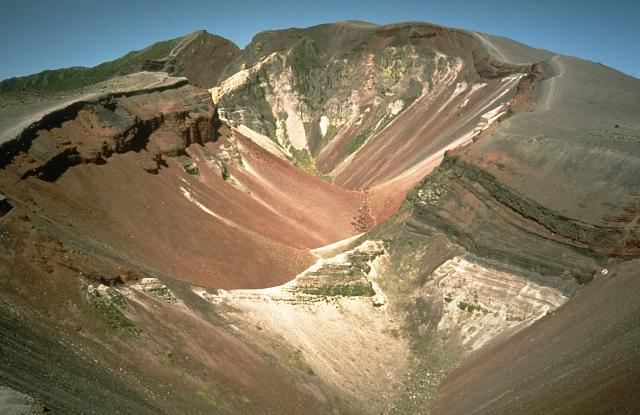
現今塔拉威拉火山的火山口一角，Ruawahia山

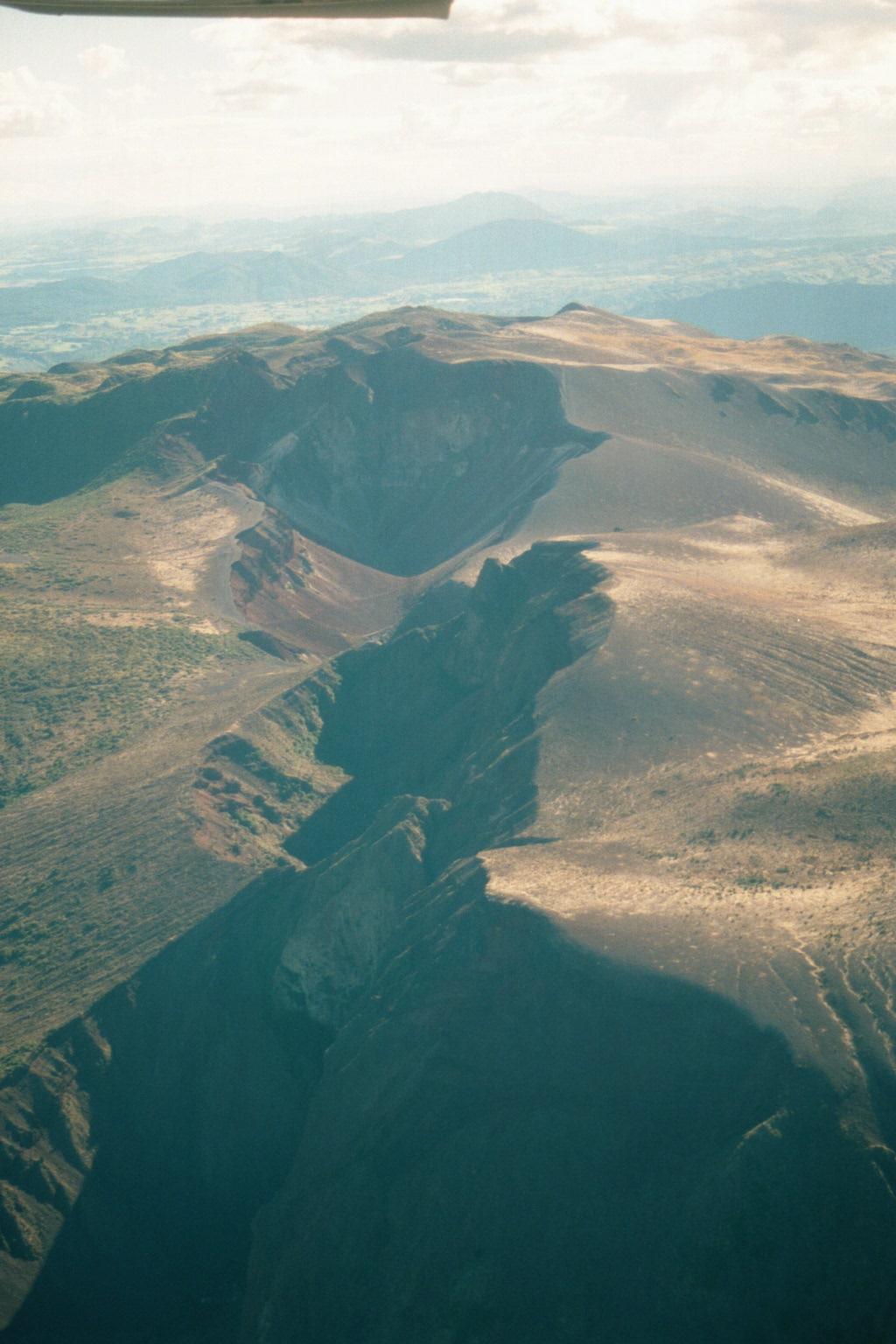
航拍的塔拉韋拉火山狹長的陷落火山口

首先是三個狹長的火山口（裂縫噴發口）拉長合并成爲長達6公里的陷落火山口，而塔拉威拉火山的山體也分離了，形成了現今從火山西南角的罗托玛哈那湖至西南走向長達17公里（約11英里）的怀芒古火山裂谷，其中還形成了懷芒古間歇泉（現時已停止活動）。
罗托玛哈那噴發口封底後被重新注滿湖水，因熔岩冷卻凝固後淤塞了罗托玛哈那湖的湖水出口，使其水位擡升至新的泄水口高度；新西蘭著名的自然奇觀粉紅與白矽土台階地也在這次火山爆發中被認爲已被摧毀，并且原址被罗托玛哈那湖擡升的湖水淹沒（而125年後的2011年，通過水下雷達以及深潛器先後重新發現了粉色台階地和白色台階地，確認是被火山灰掩埋，并非被摧毀，而且其中的溫泉尚在活動）。
火山噴出的火山灰等多達2立方公里，比火山爆發指數同爲5級的1980年聖海倫斯火山爆發所噴出的火山灰還要多，周邊地區被覆蓋上數百萬噸的火山灰、火山渣、泥土碎石殘骸，平均20米（66英尺）厚；

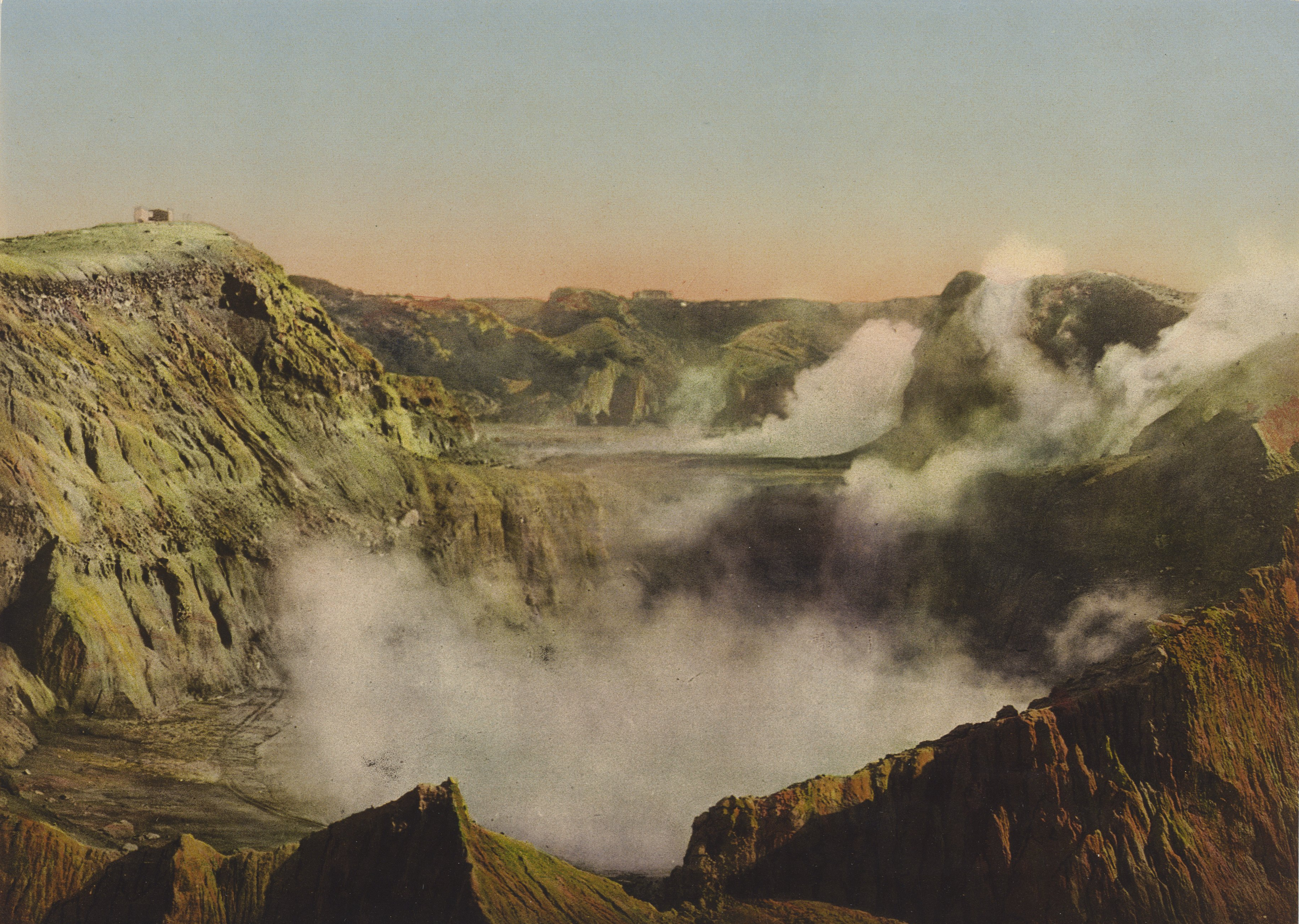
怀芒古火山裂谷中的懷芒古間歇泉，1910年

火山周邊的定居點也遭到不同程度的破壞、掩埋甚至完全摧毀。毛利人的村落中，Moura（穆拉）、Te Ariki、Te Taphoro、Te Wairoa（蒂怀罗瓦）、Totarariki以及Waingongogo六個聚落被掩埋或摧毀。当年官方公布的死亡人數是153人（現時公認的調查數字大約是120人），還沒算入失蹤的人數。對於傷亡和失蹤人數，新西蘭官方和民間都有各自的統計結果，目前最爲詳盡的統計數字是物理學家Ron Keam的數字，能辨認的死者就有108人，而當時新西蘭官方公佈的數字包括了拼寫錯誤的人名、重複統計等多出來的人數，加上不能辨認、未知姓名以及未知的遇難者，最後得出總死亡人數約120人。而另外一些統計的人士認爲實際遇難人數還遠不止150人。不過無論傷亡人數的統計如何，這些統計都得出的傷亡數字依舊超過三位數，是有歷史記載的新西蘭歷史中遇難人數最多的一次火山爆發，成為新西蘭歷史上最致命的火山爆發事件。
當年被火山爆發破壞的蒂怀罗瓦（Te Wairoa）村落的遺跡，現今被開發為旅遊地「The Buried Village」（被掩埋的村落）。當年因為Te Wairoa聚落的建築較為堅固而利於避難，不少這個村落的人因此得以倖存。
自1886年爆發以後，塔拉韋拉火山仍時有活動，最近的一次活動是1981年的懷芒古噴發口有噴發活動。目前尚在休眠狀態中，不過附近的地熱活動仍然活躍。